# Circuit de Borsele 2009
La 8e édition du Circuit de Borsele a lieu le 25 avril 2009. La course fait partie du calendrier international féminin UCI 2009 en catégorie 1.2. Elle est remportée par la Néerlandaise Kirsten Wild.

## Récit de la course
La course se conclut au sprint.

## Classements

### Classement final
| \| Classement général \| Classement général \| Classement général \| Classement général \| Classement général \| \| Coureur \| Coureur \| Pays \| Équipe \| Temps \| \| ------------------ \| ----------------------- \| ------------------ \| ------------------------- \| ------------------ \| \| 1re \| Kirsten Wild \| Pays-Bas \| Cervélo TestTeam \| 3 h 02 min 30 s \| \| 2e \| Marianne Vos \| Pays-Bas \| DSB Bank-Nederland Bloeit \| + 0 s \| \| 3e \| Alex Greenfield \| Royaume-Uni \| Grande-Bretagne \| + 0 s \| \| 4e \| Sara Mustonen \| Suède \| CykelCity \| + 0 s \| \| 5e \| Elena Novikova \| Ukraine \| Russie \| + 0 s \| \| 6e \| Chloe Hosking \| Australie \| \| + 0 s \| \| 7e \| Chantal Blaak \| Pays-Bas \| Leontien.nl \| + 0 s \| \| 8e \| Lizzie Armitstead \| Royaume-Uni \| Lotto-Belisol Ladiesteam \| + 0 s \| \| 9e \| Iris Slappendel \| Pays-Bas \| Flexpoint \| + 0 s \| \| 10e \| Alexandra Burtschenkowa \| Russie \| Russie \| + 0 s \| |                         |             |                           |                 |
| |                         |             |                           |                 |
| Source : Cycling Quotient |                         |             |                           |                 |
| Classement général |                         |             |                           |                 |
| Coureur | Coureur                 | Pays        | Équipe                    | Temps           |
| 1re | Kirsten Wild            | Pays-Bas    | Cervélo TestTeam          | 3 h 02 min 30 s |
| 2e | Marianne Vos            | Pays-Bas    | DSB Bank-Nederland Bloeit | + 0 s           |
| 3e | Alex Greenfield         | Royaume-Uni | Grande-Bretagne           | + 0 s           |
| 4e | Sara Mustonen           | Suède       | CykelCity                 | + 0 s           |
| 5e | Elena Novikova          | Ukraine     | Russie                    | + 0 s           |
| 6e | Chloe Hosking           | Australie   |                           | + 0 s           |
| 7e | Chantal Blaak           | Pays-Bas    | Leontien.nl               | + 0 s           |
| 8e | Lizzie Armitstead       | Royaume-Uni | Lotto-Belisol Ladiesteam  | + 0 s           |
| 9e | Iris Slappendel         | Pays-Bas    | Flexpoint                 | + 0 s           |
| 10e | Alexandra Burtschenkowa | Russie      | Russie                    | + 0 s           |

### Points UCI
| Position           | 1er | 2e | 3e | 4e | 5e | 6e | 7e | 8e | 9e | 10e |
| Classement général | 40  | 30 | 16 | 12 | 10 | 8  | 6  | 3  | 2  | 1   |